# Quinto año nacional
 Quinto año nacional es una película en blanco y negro de Argentina dirigida por Rodolfo Blasco sobre el guion de Abel Santa Cruz que se estrenó el 26 de octubre de 1961 y que tuvo como protagonistas a Santiago Gómez Cou, Oscar Casco, Nathán Pinzón y Bárbara Mujica.

## Sinopsis
Historias de varios alumnos que están por terminar la escuela secundaria.

## Reparto
- Santiago Gómez Cou
- Alberto Bello... Director de la escuela
- Oscar Casco ... Prof. Huidobro
- Pablo Racioppi
- Nathán Pinzón
- Javier Portales ... Ataliva
- Guillermo Bredeston ....Delfino
- Pablo Moret... Juan Carlos Funes
- Luis Calán... Otero
- Daniel Leonardi... Mauricio Roitman
- Alfonso De Grazia ... Juan Degrossi
- Bárbara Mujica... Sarita Roitman
- Gastón Marchetto... Quique
- Pedro Laxalt... Padre de Funes
- Osvaldo Terranova... Pedro Degrossi
- Leda Zanda
- Argentinita Vélez
- Mirta Stupenengo
- Delfy Miranda
- Orestes Soriani
- José Maurer... Sr. Roitman
- Amarilis Carrié
- Jorge Dorio
- Aldo Bigatti …Profesor de Química
- Hugo Caprera
- Paulina Tajman
- Roberto Blanco

## Comentarios
El Heraldo del Cine opinó:

”La línea narrativa se desenvuelve fresca y espontaneamente… la interpretación en líneas generales es excelente.”

En la nota firmada por AAS en Tiempo de Cine se dijo sobre el filme:

”Habría hecho falta una sugestión poética para que el sentimentalismo del film fructificara en arte.”

Por su parte, Manrupe y Portela escriben:

”Estudiantina filmada en colegio San José de Buenos Aires. Con los ingredientes habituales: humor romance, profesores bondadosos o severos y algún golpe trágico”

## Tragedia y fallecimiento
El 18 de noviembre de 1961 cuando regresaba de presenciar en la ciudad de La Plata el estreno del filme Quinto año nacional, Rodolfo Blasco falleció en un  accidente de tránsito en el que también murieron el fotógrafo Abelardo Ortega y los actores Luis Calán y Gastón Marchetto y quedó gravemente herido el actor Antonio Bianconi. Sus restos descansan en el Panteón de SADAIC de la Asociación Argentina de Actores del Cementerio de la Chacarita.